# 黒い涙
「黒い涙」（くろいなみだ）は、土屋アンナの4枚目のシングル。2007年1月10日発売。

## 収録曲

### CD
1. 黒い涙 
作詞:竹内めぐみ、作曲:長瀬弘樹、編曲:ゲイリー・ニュービー
NTV系アニメ『NANA』エンディング・テーマ
2. JUST CAN'T GET ENOUGH
作詞:Vince Clarke、作曲:Vince Clarke、編曲:ゲイリー・ニュービー
日産自動車「MARCH」CMソング
3. I’m addicted to you 
作詞：ANNA、作曲:大西かつみ、編曲:CHOKbich
4. 黒い涙 ~deep sadness version~